# Royal Shakespeare Company

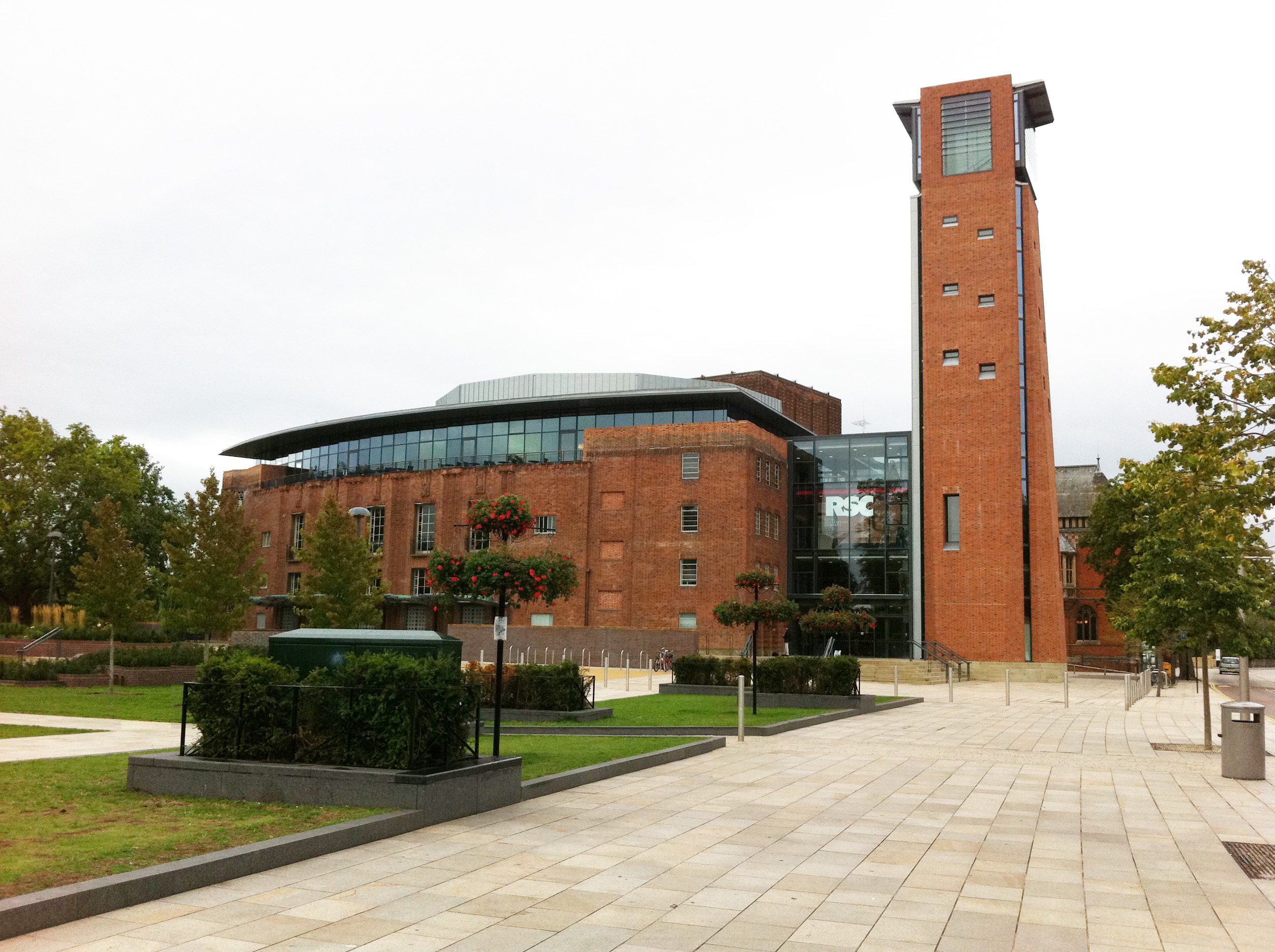
Royal Shakespeare Theatre in Stratford-upon-Avon, 2011.

Royal Shakespeare Company (RSC) är en av Storbritanniens mest betydelsefulla teatergrupper. Dess huvudsäte finns i William Shakespeares hemstad Stratford-upon-Avon där de har tre teatrar: Royal Shakespeare Theatre, Swan Theatre och The Other Place. Man har även teatrar i London och Newcastle. De sätter oftast upp dramer av Shakespeare, men även av andra dramatiker. 
Den ursprungliga Shakespeare Memorial Theatre invigdes 1879 med en föreställning av Mycket väsen för ingenting och brann ner 1926. Detta var en viktoriansk teater med gotiskt inspirerad arkitektur, den hade plats för omkring 700 åskådare. Den nya teatern invigdes 1932, fortfarande med namnet Shakespeare Memorial Theatre. I samband med att Royal Shakespeare Company bildades 1961 bytte teatern namn till Royal Shakespeare Theatre. Efter ombyggnad mellan 2006 och 2010 har teatern plats för 1 040 åskådare.
1974 öppnades studioscenen The Other Place, en tidigare repetitionslokal klädd i korrugerad plåt. Det är en så kallad black box-scen. 1986 öppnades Swan Theatre, byggd på grunden av den ursprungliga Shakespeare Memorial Theatre och en kopia av denna. Swan Theatre har plats för 450 åskådare. Efter ombyggnaden som var klar 2012 delar Swan Theatre publikutrymmen med Royal Shakespeare Theatre. Som ersättning under tiden när Royal Shakespeare Theatre och Swan Theatre renoverades öppnades Cortyard Theatre 2006, sammanbyggd med the Other Place. Teatern stängdes 2011 men användes under World Shakespeare Festival 2012.
I London har RSC framförallt spelat på Aldwych Theatre, The Place, Donmar Warehouse och på Barbican Theatre och The Pit i Barbican Centre. Kompaniet har även haft enstaka säsonger på Mermaid Theatre, Almeida Theatre, Roundhouse, Young Vic, Playhouse Theatre, Novello Theatre och Gielgud Theatre.

## Konstnärliga ledare
- Peter Hall (1961–1968)
- Trevor Nunn (1968–1978)
- Trevor Nunn & Terry Hands (1978–1986)
- Terry Hands (1986–1991)
- Adrian Noble (1991–2003)
- Michael Boyd (2003–2012)
- Gregory Doran (2012–)